# Fojtova lípa
Fojtova lípa (Lípa srdčitá, latinsky: Tilia cordata Mill.) je památný strom, který roste ve dvoře Muzea Fojtství v Kopřivnici. V záznamech Emila Hanzelky "Z minulosti Kopřivnice" sepsaných v roce 1962 je uvedeno, že nejoblíbenějším stromem v Kopřivnici byla staroslovanská lípa stojící ve dvoře starého fojtství. U Fojtovy lípy se konaly obecní porady a byli trestáni provinilci.
V době vyhlášení památným stromem měla lípa výšku 25 m, obvod 398 cm. Vyhláškou formou rozhodnutí ze dne 27. dubna 1997 bylo Fojtově lípě stanoveno ochranné pásmo 13 m. Rozhodnutí o vyhlášení lípy památným stromem bylo odůvodněno tím, že se jedná o lípu, která roste v areálu muzea Fojtství, je historicky hodnotná a váže se k historii fojtství. Bylo také zhodnoceno, že zdravotní stav odpovídá věku dřeviny, který čítá přibližně 300 let. Strom byl roce 2008 silně poškozen větrným poryvem a následně ošetřen radikálním řezem.

## Památné stromy v okolí
- Žižkova lípa na Šostýně
- Buk Černých myslivců (u Raškova kamene)
- Buk Ondrášův (u Raškova kamene)
- Raškův buk (u Raškova kamene)
- Husova lípa (Kopřivnice)
- Ořech Leopolda Víchy
- Platan Emila Hanzelky (Kopřivnice)